# Odo incertus
Odo incertus är en spindelart som beskrevs av Lodovico di Caporiacco 1955. Odo incertus ingår i släktet Odo och familjen taggfotsspindlar.
Artens utbredningsområde är Venezuela. Inga underarter finns listade i Catalogue of Life.